# Loperamidă
Loperamida (cu denumirea comercială Imodium) este un medicament utilizat în tratamentul simptomatic al diareei. Calea de administrare disponibilă este cea orală.
Molecula a fost sintetizată în anul 1969 și a fost utilizată medical începând cu anul 1976. Se află pe lista medicamentelor esențiale ale Organizației Mondiale a Sănătății. Este disponibil sub formă de medicament generic.

## Utilizări medicale
Loperamida este utilizată în tratamentul simptomatic al mai multor tipuri de diaree, mai exact pentru tratamentul simptomatic al diareii acute și cronice, în diareea călătorului și în sindromul de colon iritabil asociat cu diaree.

## Efecte adverse
Principalele efecte adverse asociate tratamentului cu loperamidă sunt: durere abdominală, constipație, somnolență, vomă și uscăciunea gurii.